# Borasjön
Borasjön är en sjö i Laxå kommun i Närke och ingår i Norrströms huvudavrinningsområde. Sjön har en area på 3,86 kvadratkilometer och ligger 107 meter över havet. Vid provfiske har abborre, gers, gädda och mört fångats i sjön.
Sjön hette fram till mitten av 1940-talet Bodarnesjön.
Vid sjöns norra ända byggde Antonitbröderna på 1400-talet Ramundeboda kloster. Ruinerna från en klosterkyrkogrund, en kalkugn och ett förrådshus återstår idag.

## Delavrinningsområde
Borasjön ingår i det delavrinningsområde (653816-142636) som SMHI kallar för Utloppet av Borasjön. Medelhöjden är 138 meter över havet och ytan är 49,94 kvadratkilometer. Räknas de 5 avrinningsområdena uppströms in blir den ackumulerade arean 84,48 kvadratkilometer. Svartån som avvattnar avrinningsområdet har biflödesordning 2, vilket innebär att vattnet flödar genom totalt 2 vattendrag innan det når havet efter 281 kilometer. Avrinningsområdet består mestadels av skog (75 procent). Avrinningsområdet har 4,29 kvadratkilometer vattenytor vilket ger det en sjöprocent på 8,6 procent.